# 居呂克山-特摩索斯國家公園
37°00′59.52″N 30°30′48.70″E / 37.0165333°N 30.5135278°E

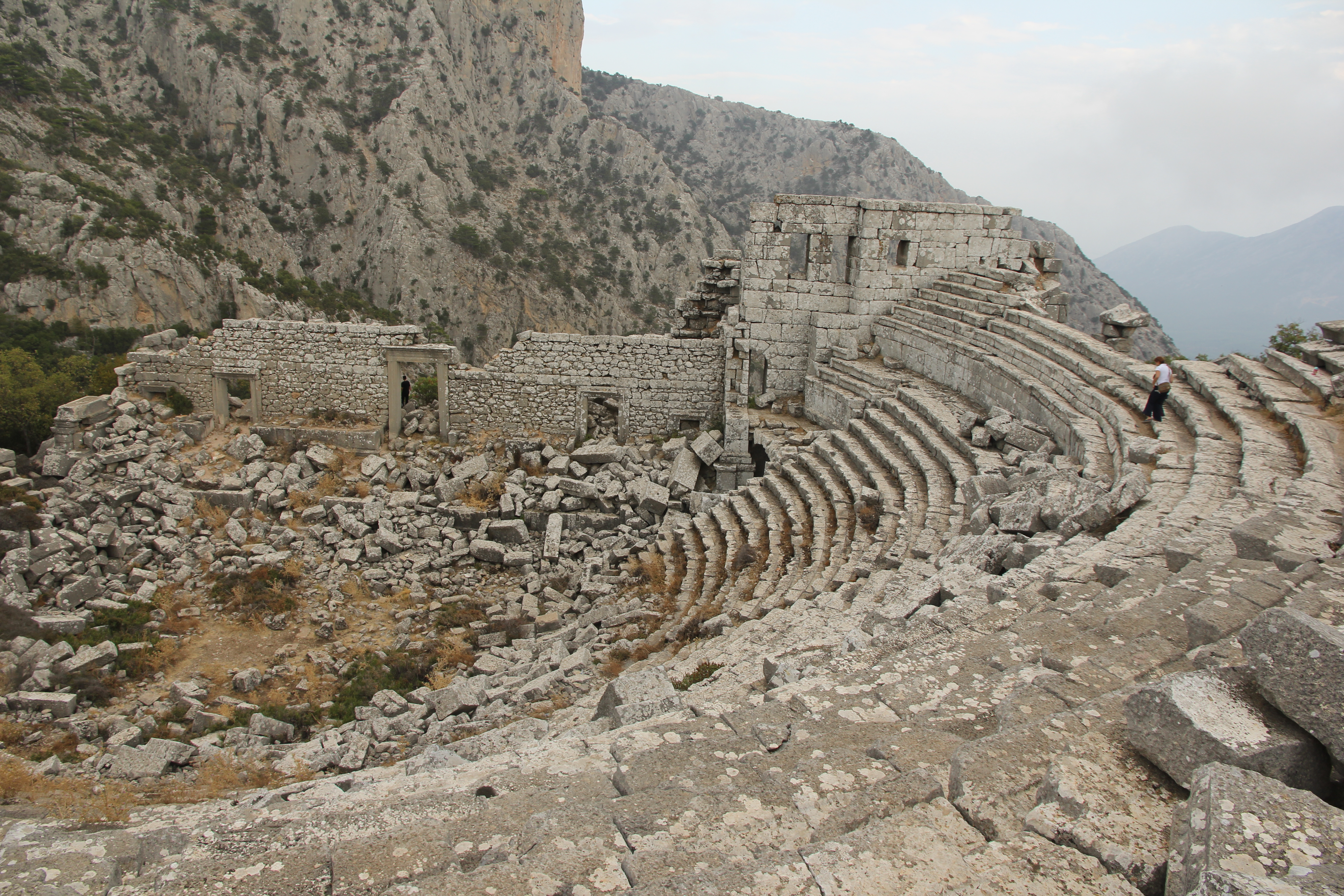

居呂克山-特摩索斯國家公園是土耳其的國家公園，位於該國南部安塔利亞省，處於首都安卡拉西南面400公里，成立於1970年11月3日，面積67平方公里。